# Vir dekliškosti
Vir dekliškosti (tudi Pomlad device in Deviški vrelec, švedsko Jungfrukällan) je švedski kriminalni film iz leta 1960, ki ga je režiral Ingmar Bergman. Dogajanje je postavljeno v srednjeveško Švedsko, kjer se oče neusmiljeno maščuje za posilstvo in umor svoje hčerke. Scenarij je napisala Ulla Isaksson in temelji na švedski baladi iz 13. stoletja Töres döttrar i Wänge. Bergman je raziskoval legende o Peru Töreju z mislijo na adaptacijo, sprva je načrtoval opero, kasneje se je odločil za film. Zaradi kritik glede zgodovinske natančnosti njegovega filma Sedmi pečat iz leta 1957 je pisanje scenarija prevzela Isakssonova. Na obliko filma je vplival tudi japonski film Rašomon. V glavni vlogi nastopa Max von Sydow kot Töre.
Film je bil premierno prikazan 8. februarja 1960 in je naletel na dobre ocene kritikov. Na 33. podelitvi je bil film nominiran za dva oskarja, osvojil je nagrado za najboljši tujejezični film, nominiran pa je bil še za kostumografijo. Osvojil je tudi zlati globus za najboljši tujejezični film in posebno omembo na Filmskem festivalu v Cannesu. Ukvarja se s temami morale, maščevanja in verskih prepričanj. Prizor posilstva je bil v ZDA cenzuriran. Po njem je bila leta 1972 posneta eksplotacijska grozljivka Zadnja hiša na levi.

## Vloge
- Max von Sydow kot Töre
- Birgitta Valberg kot Märeta
- Gunnel Lindblom kot Ingeri
- Birgitta Pettersson kot Karin
- Axel Düberg kot suhi pastir
- Tor Isedal kot nemi pastir
- Allan Edwall kot berač
- Ove Porath kot deček
- Axel Slangus kot oskrbnik mostu
- Gudrun Brost kot Frida
- Oscar Ljung kot Simon